# Macrocneme semiviridis
Macrocneme semiviridis là một loài bướm đêm thuộc phân họ Arctiinae, họ Erebidae.